# Jan Filip (historyk)
Jan Filip (ur. 25 grudnia 1900 w Chocnějovicach, zm. 30 kwietnia 1981 w Pradze) – czeski historyk i archeolog; profesor prehistorii i protohistorii.
Od 1945 r. był profesorem praskiego Uniwersytetu Karola. W 1952 r. został członkiem Czechosłowackiej Akademii Nauk. W latach 1949–1975 redaktor naczelny czasopisma naukowego „Archeologické rozhledy”.
Badał epokę brązu, żelaza, a zwłaszcza dzieje Celtów. Jego dorobek obejmuje publikacje z zakresu prehistorii i protohistorii. Można wśród nich wymienić: Pradzieje Czechosłowacji (1948, wyd. pol. 1951), Encyklopädisches Handbuch zur Ur- und Frühgeschichte Europas (1966).